# 薩瓦納拉加 (安蒂奧基亞省)
薩瓦納拉加是哥倫比亞的城市，位於該國西北部，由安蒂奧基亞省負責管轄，距離首府麥德林144公里，始建於1616年，面積256平方公里，海拔高度850米，2002年人口9,218。
6°51′11″N 75°49′16″W / 6.853°N 75.821°W